# Haaretz

Prima pagină a Ḥadshot Ha'aretz, august 1919

Haaretz (în ebraică הארץ) (lit. „Țara [Israel]”, inițial Ḥadshot Ha'aretz – ebraică חדשות הארץ, AFI: [χadˈʃot haˈʔaʁets] – „Știri din țară [Israel]”) este un ziar israelian. El a fost fondat în 1918, fiind în prezent cel mai longeviv ziar care apare în Israel. El este publicat în prezent în format Berliner atât în ediția ebraică, cât și în cea engleză. Ediția în limba engleză este publicată și vândută împreună cu International New York Times. Atât ediția în ebraică, cât și cea în limba engleză pot fi citite pe Internet. În America de Nord, Haaretz apare ca un ziar săptămânal, combinând articole din ediția de vineri cu un breviar din restul săptămânii. Ziarul are un supliment economic săptămânal, The Market, care apare și ca magazin separat. 
În ultimele decenii ale secolului al XX-lea și primele decenii ale secolului al XXI-lea cotidianul a devenit cunoscut pentru opiniile sale liberale și de stânga în chestiuni de politică internă și externă. Începând din 2016, ziarul a avut o rată de expunere pe zi lucrătoare de 3,9% în Israel.

## Istorie și proprietari
Haaretz a fost publicat pentru prima dată în 1918 ca un ziar sponsorizat de administrația militară britanică din Palestina. În 1919 el a fost preluat de un grup de sioniști de orientare socialistă, proveniți în principal din Rusia. Ziarul a fost înființat oficial pe 18 iunie 1919 de către un grup de oameni de afaceri, printre care filantropul Itzhak Leib Goldberg, și a fost numit inițial Hadshot Ha'aretz („Știri din țară”). Mai târziu, numele a fost scurtat în Haaretz. Secțiunea literară a ziarului a atras importanți scriitori evrei ai timpului.
Ziarul a fost publicat inițial la Ierusalim. Între 1919 și 1922 el a fost condus de mai mulți redactori printre care și Leib Yaffe. Apariția sa a fost sistată o scurtă perioadă din cauza pierderilor financiare și reluată apoi, la Tel Aviv, la începutul anului 1923, sub conducerea redactorului Moshe Glickson, care a deținut acest post timp de 15 ani. Primăria orașului Tel Aviv i-a acordat ziarului sprijin financiar prin plata în avans a viitoarelor reclame.
Salman Schocken, un om de afaceri evreu sionist care deținea o rețea de magazine în Germania, a cumpărat ziarul în 1937. Fiul său, Gershom Schocken, a devenit redactor-șef în 1939 și a deținut această poziție până la moartea sa, în anul 1990.
Până în august 2006, familia Schocken a deținut 100% din acțiunile grupului Haaretz, dar atunci editorul german M. DuMont Schauberg a achiziționat 25% din acțiuni. Înțelegerea a fost negociată cu ajutorul fostului ambasador israelian în Germania, Avi Primor. Această afacere a fost controversată în Israel, deoarece tatăl lui DuMont Schauberg, Kurt Neven DuMont, a fost membru al Partidului Nazist German, iar editura sa a promovat în trecut ideologia nazistă.
La 12 iunie 2011 s-a anunțat că omul de afaceri ruso-israelian Leonid Nevzlin a achiziționat o participație de 20% în grupul Haaretz, cumpărând 15% de la familia Schocken și 5% de la M. DuMont Schauberg. De atunci, familia Schocken deține 60%, iar M. DuMont Schauberg și Leonid Nevzlin posedă câte 20% fiecare.

## Management
Politica editorială a ziarului a fost definită de către Gershom Schocken, care a fost redactor-șef din 1939 până în 1990. I-a succedat în calitate de redactor-șef Hanoch Marmari. În 2004, David Landau l-a înlocuit pe Marmari și a fost urmat de Dov Alfon în 2008. Actualul redactor-șef al ziarului este Aluf Benn, care l-a înlocuit pw Alfon în August 2011. Charlotte Halle a devenit redactor al ediției în limba engleză în februarie 2008. Din perioada războiului din Liban (1982), ziarul a adoptat o poziție antimilitaristă și, ulterior, în materii economice - prin suplimentul The Market, în prezent sub redacția lui Guy Rolnik - o poziție favorabilă economiei de piață de tip social-democrat scandinav.

## Birouri
Clădirea ziarului Haaretz este situată pe strada Schocken din zona de sud a orașului Tel Aviv.

## Jurnaliști și scriitori

### Prezent
- Ruth Almog – literatură, publicist
- Merav Arlosoroff - comentator economic, în suplimentul The Marker
- Aluf Benn – redactor-șef
- Meron Benvenisti – editorialist politic
- Bradley Burston – editorialist politic[18]
- Saggi Cohen - critic pe teme culinare
- Lily Galili[19]
- Doram Gaunt – editorialist pe teme de alimentație
- Avirama Golan
- Amos Harel – corespondent militar
- Israel Harel – editorialist
- Danna Harman – scriitor
- Amira Hass – corespondent pe teme palestiniene
- Avi Issacharoff – corespondent militar
- Yitzhak Laor – publicist
- Alex Levac – fotograf editorialist
- Gideon Levy – editorialist în chestiunea palestiniană
- Amir Mandel - critic pe teme de muzica clasică
- Merav Michaeli – comentator politic și cultural
- Amir Oren – chestiuni militare
- Sammy Peretz - comentator economic, în suplimentul The Market
- Anshel Pfeffer – chestiuni militare și politice
- Tsafrir Rinat – chestiuni ecologice
- Guy Rolnick - editorialist pe teme economice, redactor al suplimentului The Marker
- Doron Rosenblum – satirist, publicist
- Tom Segev – istoric, comentator politic
- Ben Shalev - critic pe teme de muzică ușoară
- Nehemia Shtrasler – publicist pe teme economice
- Simon Spungin – redactor-șef al ediției în limba engleză
- Gadi Taub - publicist
- Yossi Verter – reporter politic
- Esther Zandberg – arhitectură
- Benny Ziffer – redactorul suplimentului literar

### Trecut
- Nathan Alterman
- Moshe Arens – editorialist
- Ehud Asheri[20]

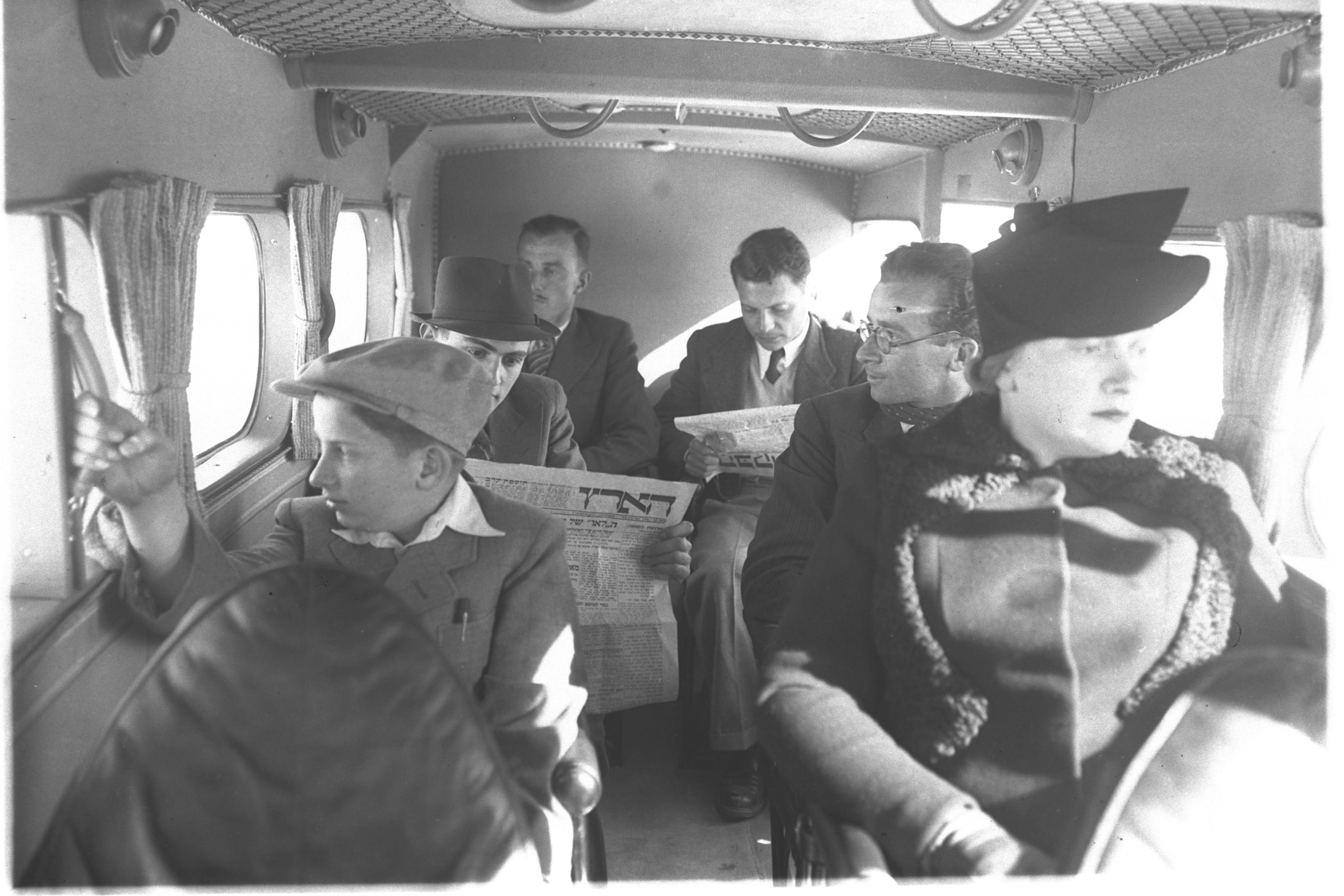
Pasageri de la bordul unui avion Short Scion al Palestine Airways, 1939. Cel de-al doilea pasager din stânga este citește Haaretz.

  - Gidi Avivi – critic de muzică populară[21]
- Daniel Ben Simon[22]
- Noam Ben Ze'ev – critic  de muzică
- Yoram Bronowski – critic literar, critic TV
- Arie Caspi[23]
- Akiva Eldar – analist diplomatic[24]
- Amos Elon – corespondent, editor, scriitor
- Boaz Evron
- Michael Handelzalts – critic teatral, editorialist
- Sayed Kashua – editorialist satiric
- Jerrold Kessel
- Uri Klein – critic de film[25]
- Tami Litani
- Aviva Lori[26]
- Yoel Marcus – comentator politic, publicist[27]
- Yossi Melman – fost corespondent pe teme de informații
- Ran Reznick – redactor pe teme medicale[25]
- Natasha Mozgovaya – fost corespondent în SUA
- Daniel Rogov – critic culinar
- Danny Rubinstein – fost analist al chestiunii arabe
- Gideon Samet – comentator politic[28]
- Yossi Sarid – politician, publicist
- Ze'ev Schiff – analist militar
- Ari Shavit – editorialist politic[29]
- Yair Sheleg – chestiuni religioase iudaice[30]
- Ruth Sinai – redactor pe teme sociale
- Binyamin Tamuz - critic literar, scriitor, redactorul suplimentului literar
- Ze'ev Segal – redactor pe teme juridice
- Nadav Shragai
- Ze'ev Sternhell – comentarii politice
- Pavel Wolberg – fotograf